# 巴斯拉國際體育場
巴斯拉國際體育場（阿拉伯语：‎）是一座位於南伊拉克巴斯拉的體育園區。

## 概述
它的建設於2009年1月1日開始，並於2013年10月12日完成。體育城由伊拉克政府資助，預算為5.5億美元。包含一座可容納65000人的主體育場、一個座可容納10000人的副體育場、4家五星級酒店及其他體育相關設施。
2019年10月10日，伊拉克相隔八年首次在國際比賽（非友誼賽）進行主場比賽，在2022年世界杯外圍賽於巴斯拉國際體育場迎戰香港。結果以2-0獲勝。

## 賽事
- 2018 – 國際友誼賽（英语：2018 International Friendship Championship）
- 2018 – 亞洲足總盃決賽（英语：2018 AFC Cup Final）[6]
- 2019 – 國際友誼賽（英语：2019 International Friendship Championship）
- 2023 – 阿拉伯海灣盃（英语：25th Arabian Gulf Cup）